# 奈良県立田原本農業高等学校
奈良県立田原本農業高等学校（ならけんりつたわらもとのうぎょうこうとうがっこう）は、奈良県磯城郡田原本町にあった県立の農業高等学校。

## 沿革
- 1901年 - 大淀町に奈良県立農林学校が設置される[1]。
- 1923年 - 奈良県立農林学校の農科が分離。田原本町に県立磯城農学校が開校[1]。
- 1948年 - 田原本農業高等学校と改称[1]。
- 1960年 - 甲子園球場で開催された第37回全国高等学校選抜野球大会に出場[2]。
- 2005年（平成17年）4月　奈良県立北和女子高等学校と統合され奈良県立磯城野高等学校となる。
- 2007年（平成19年）3月　閉校。

## 基礎データ

### 所在地
- 奈良県磯城郡田原本町258
  - 跡地に奈良県立磯城野高等学校が設置された。

### 通学区域
- 奈良県内全域

### アクセス
- 近鉄橿原線「田原本駅」より西北へ約300m（徒歩約4分）
- 近鉄田原本線「西田原本駅」より西北へ約400m（徒歩約5分）